# Арендт, Изабелла
Изабелла Арендт Власман (дат. Isabella Arendt Vlasman, урождённая Лаурсен, Isabella Arendt Laursen; род. 7 мая 1993, Фредерисия, Вайле) — датский политический деятель. В прошлом — председатель «Христианских демократов» (KD; 2019—2022).

## Биография
Родилась 7 мая 1993 года в городе Фредерисия. Её отец Микаэль Арендт Лаурсен — генеральный секретарь христианской организации KLF, Kirke & Medier.
В 2012 году окончила гимназию в Фредерисии. В 2017 окончила Копенгагенский университет, где получила степень бакалавра политологии. До 2019 года была аспирантом.
В возрасте 17 лет Арендт баллотировалась по партийному списку на парламентских выборах 2011 года, став самым молодым кандидатом в истории Дании, затем на парламентских выборах 2015 года. Партия оба раза не преодолела 2 %-ный заградительный барьер.
В 2013—2016 годах Арендт возглавляла молодёжное отделение партии (KDU) и являлась членом национальной социал-демократической молодёжной организации (DSU).
Являлась заместителем председателя партии. 7 мая 2019 года, в день, когда ей исполнилось 26 лет, премьер Ларс Лёкке Расмуссен объявил дату парламентских выборов 2019 года, на которых Арендт возглавляла партийный список к округе Восточная Ютландия. В тот же день, накануне дебатов лидеров всех партий на национальном канале TV 2, председатель Стиг Гренов из-за недомогания отказался от участия в них, и Изабелле Арендт пришлось занять его место. Она привлекла к себе всеобщее внимание на дебатах и после них. 13 мая Стиг Гренов взял на месяц отпуск, не справившись со стрессом, и Арендт стала временно исполняющей обязанности председателя. На выборах 4 июня партия набрала 1,7 % голосов, что больше результата выборов 2015 года, но не преодолела 2 %-ный заградительный барьер. После отставки Стига Гренова 13 октября 2019 года, Изабелла Арендт избрана новым председателем партии на безальтернативных выборах.
26 апреля 2021 года депутат Йенс Роде присоединился к «Христианским демократам» и партия таким образом получила мандат в фолькетинге впервые с 2010 года. Йенс Роде ранее представлял партию «Радикальная Венстре» и покинул её после того как 7 октября 2020 года лидер партии Мортен Эстергор признал себя виновным в сексуальных домогательствах к депутату фолькетинга от партии «Радикальная Венстре» Лотте Род и подал в отставку. 6 мая 2022 года депутат Йенс Роде объявил, что не будет переизбираться и уйдёт из политики после выборов. Ранее, в январе Кристиан Андерсен, ведущий кандидат в округе Западная Ютландия, получивший более 10 000 личных голосов на выборах 2019 года, объявил, что не будет баллотироваться на следующих выборах.
17 мая 2022 года Изабелла Арендт объявила об отставке с поста председателя и покинула партию. Партию возглавила её заместитель Марианне Карлсмосе, бывшая председателем в 2002—2005 годах.